# Khalilah Ali
Khalilah Camacho Ali (tên khai sinh: Belinda Boyd) là vợ cũ của võ sĩ quyền Anh Muhammad Ali. Vào năm 1967, vào tuổi 17, bà cưới Ali. Sau mười năm, bà li dị với ông. Bà có bốn đứa con với Ali.
Bà học Karate, và vào năm 1977, bà đạt được tam đẳng huyền đai. Khalilah học dưới Jim Kelly và Steve Saunders. Bà cuối cùng đạt được cửu đẳng huyền đai. Bà xuất hiện trên trang bìa của Ebony Magazine bảy lần. Bà tái hôn vào những năm 1980 và lại li dị hơn hai lần.
Bà xuất hiện với nhân vật Jane Fonda trong phim The China Syndrome.